# Feildians Athletic Association

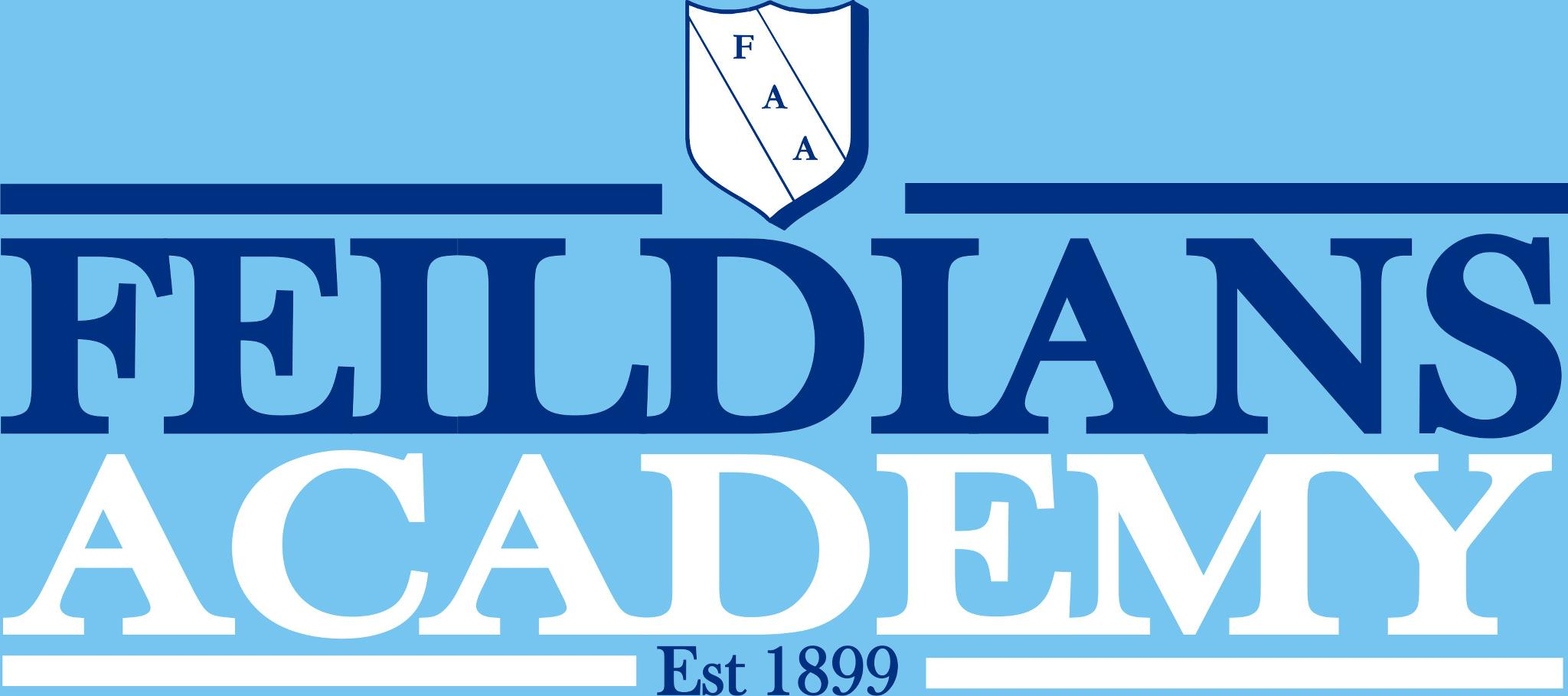
Logo van de jeugdacademie van Feildians

De Feildians Athletic Association, meestal kortweg Feildians genoemd, is een Canadese omnisportvereniging uit de stad St. John's, Newfoundland en Labrador. De club is voornamelijk bekend omwille van haar voetbalafdeling, maar heeft daarnaast ook een basketbal-, honkbal- en hockeyafdeling. De Feildians hebben donkerblauw en lichtblauw als clubkleuren, waardoor ze ook wel "The Double Blue" genoemd worden.

## Geschiedenis
De club werd opgericht in april 1899 als de Feildian Club. Het was oorspronkelijk een sportvereniging voor afgestudeerde studenten van het Bishop Feild College in St. John's. Historisch had de club ook een track and field- (atletiek), cricket- en bowlafdeling.

## Voetbalteams
Het hoofdteam van de mannenvoetbalafdeling speelt mee in de provinciale Challenge Cup, terwijl het beloftenelftal meespeelt in de St. John's Intermediate League. Ook enkele andere teams die onder de vleugels van de Feildians vallen nemen of namen deel aan de St. John's Intermediate League, zoals de Banshees, Iceberg FC en Molson FC. In de vrouwelijke tegenhanger van die competitie spelen de Banshees Slayers.
Anno 2025 speelt zowel de mannen- als vrouwenvoetbalafdeling haar thuismatchen in het King George V Park in St. John's.

## Erelijst (voetbal)
All-Newfoundland Championship (mannencompetitie)
winnaar (1): 1964
Newfoundland and Labrador Challenge Cup (mannencompetitie)
winnaar (3): 1969, 2021, 2023
Newfoundland and Labrador Cup (beker, mannen)
winnaar (1): 2024
Newfoundland and Labrador Jubilee Trophy (vrouwencompetitie)
winnaar (3): 1998, 1999, 2000